# Xing (réseau social)
Pour les articles homonymes, voir Xing.
 (décembre 2020).
Xing (prononcé « crossing » dans le monde anglo-saxon) est un réseau social professionnel en ligne allemand.

## Présentation
Xing est un service en ligne allemand qui permet de construire et d’agréger son réseau professionnel.
Le modèle économique repose sur la publicité, les abonnements et les services aux entreprises.

## Histoire
En 2018, Xing compte 14 millions de membres en Suisse, en Allemagne, en Autriche et au Liechtenstein.
Fin septembre 2020, Xing compte 18,5 millions de membres dans le monde, presque exclusivement en Suisse, Allemagne, Autriche et Liechtenstein[source insuffisante], contre 722 millions dont 21 millions en France à fin septembre 2020 pour le géant LinkedIn.